# 昌達
昌達（618年十月—619年閏二月）：隋朝末期唐朝初期楚政權領袖朱粲的年号，歷時1年餘。
《隋書》記載大業十一年（615）十二月，朱粲稱楚帝，建元昌達。《舊唐書·朱粲傳》記載朱粲僭稱楚帝、建元昌達皆在隋義寧年間（617-618），後云「攻陷鄧州，有眾二十萬」。據《新唐書·高祖紀》，朱粲攻陷鄧州在唐武德元年（618年）十月。
《資治通鑑》記載武德元年（618年）十月稱帝建元。

## 纪年
| 昌達 | 元年  | 二年  |
| ---- | ----- | ----- |
| 公元 | 618年 | 619年 |
| 干支 | 戊寅  | 己卯  |

## 同期存在的其他政权年号
- 中國
  - 皇泰（618年－619年）：隋朝—杨侗年号
  - 太平（616年－622年）：隋朝時期—楚政權林士弘年号
  - 丁丑（617年－618年）：隋朝時期—夏政權窦建德年号
  - 五凤（618年－621年）：隋朝時期—夏政權窦建德年号
  - 永平（617年－618年）：隋朝時期—魏政權李密年号
  - 天兴（617年－620年）：隋朝時期—刘武周年号
  - 永隆（618年－628年）：隋朝時期—梁政權梁師都年号
  - 秦兴（617年－618年）：隋朝時期—秦政權薛擧年号
  - 鸣凤（617年－618年）：隋朝時期—梁政權蕭銑年号
  - 天壽（618年－619年）：隋朝時期—許政權宇文化及年号
  - 安乐（617年－619年）：隋朝時期—涼政權李軌年号
  - 始兴（618年－624年）：隋朝時期—燕政權高开道年号
  - 法輪（618年）：隋朝時期—齊政權高曇晟年号
  - 武德（618年－626年）：唐朝—唐高祖李淵年号
  - 义和（614年－619年）：高昌—麴某年号
- 朝鮮半島
  - 建福（584年－634年）：新羅—真平王之年號

## 引用來源
1. ↑  李兆洛《紀元編》卷上：「朱粲，昌達〈武德元年十月改，二年二月亡〉。」
2. ↑  魏徵.  . 维基文库.「〔大業十一年十二月〕譙郡人朱粲擁眾數十萬，寇荊襄，僭稱楚帝，建元昌達。漢南諸郡多為所陷焉。」
3. ↑  劉昫.  . 维基文库.「義寧中，招慰使馬元規擊破之。俄而收輯餘眾，兵又大盛，僭稱楚帝於冠軍，建元為昌達，攻陷鄧州，有眾二十萬。」
4. ↑  歐陽脩.  . 维基文库.「〔武德元年十月〕壬午，朱粲陷鄧州，刺史呂子臧死之。」
5. ↑  歐陽脩.  . 维基文库.「朱粲，亳州城父人。初為縣史。大業中從軍，伐賊長白山，亡命去為盜，號『可達寒賊』，自稱迦樓羅王，眾十萬。度淮屠景陵、沔陽，轉剽山南，所至殘戮無遺噍。僭號楚帝，建元為昌達。攻拔南陽。」
6. ↑  司馬光.  . 维基文库.「〔武德元年十月〕鄧州刺史呂子臧與撫慰使馬元規擊朱粲，破之。子臧言於元規曰︰『粲新敗，上下危懼，請併力擊之，一舉可滅。若復遷延，其徒稍集，力強食盡，致死於我，為患方深。』元規不從。子臧請獨以所部兵擊之，元規不許。既而粲收集餘眾，兵復大振，自稱楚帝於冠軍，改元昌達，進攻鄧州。」
7. ↑  司馬光.  . 维基文库.「〔武德二年〕閏〔二〕月，朱粲遣使請降，詔以粲爲楚王，聽自置官屬，以便宜從事。」

## 參看
- 中國年號索引